# Pitcairnia vallisoletana
Pitcairnia vallisoletana là một loài thực vật có hoa trong họ Bromeliaceae. Loài này được Lex. miêu tả khoa học đầu tiên năm 1824.